# Johann Gottfried Tulla

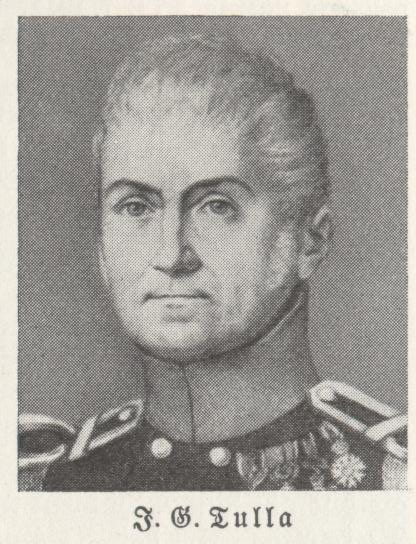
Johann Gottfried Tulla, zeitgenössische Darstellung als Ritter der Ehrenlegion

Johann Gottfried Tulla (* 20. März 1770 in Karlsruhe; † 27. März 1828 in Paris) war ein badischer Ingenieur.
Tulla führte im 19. Jahrhundert die Rheinbegradigung durch. Seine Maßnahmen gaben dem Oberrhein ein völlig neues Aussehen: Der in einer natürlichen Auenlandschaft mäandernde Wasserverlauf wurde auf ein Flussbett von 200–250 m eingeengt, begradigt und vertieft, mit Dammanlagen umgeleitet und in der Form verstärkt. Dadurch sollten die Siedlungsflächen vor den häufigen Überflutungen geschützt und neue Siedlungsflächen gewonnen werden. Weiterhin wollte man die Schiffbarkeit verbessern und die grassierenden Krankheiten zurückdrängen (u. a. die Malaria, damals „Sumpffieber“ genannt). In der Folge bildeten sich neue Landstriche, z. B. die „deutschlandweit einzigartigen“ Trockenauen am östlichen Flussufer des Oberrheins, heute einige Naturschutzgebiete.
Tulla war einer der Gründer der Ingenieursschule, aus der das heutige Karlsruher Institut für Technologie hervorging.

## Leben und Werk

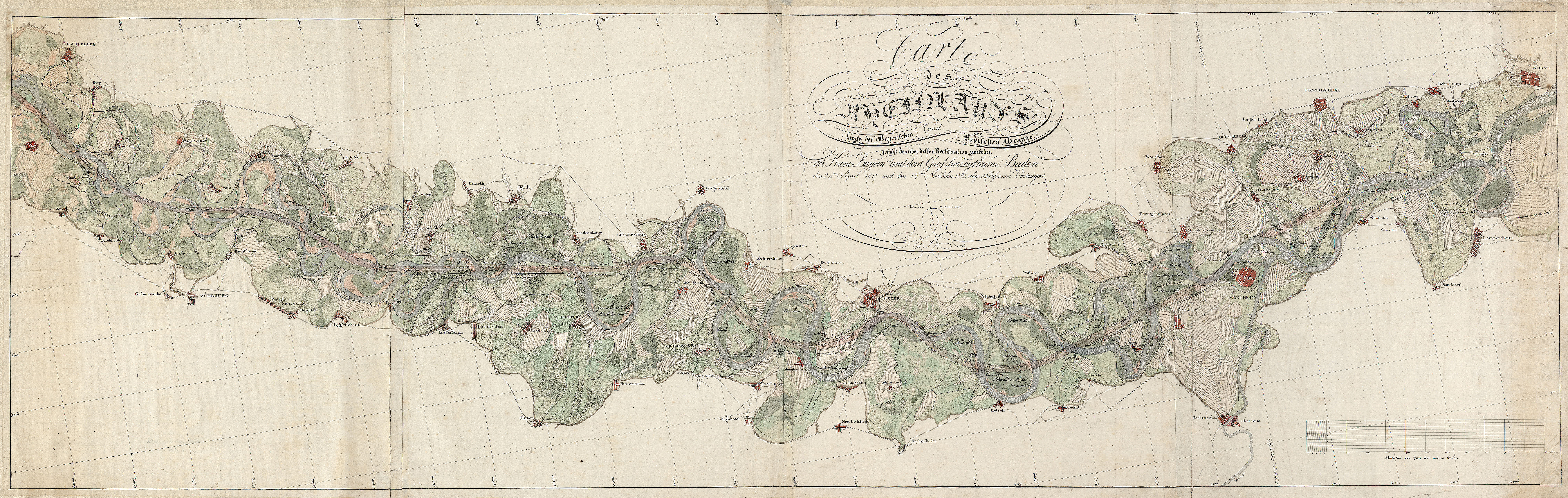
Der Plan für die Begradigung des Oberrheins nach dem Vertrag zwischen Baden und Bayern.

Tulla wurde 1770 als Sohn eines Pfarrers in Karlsruhe geboren und wuchs sechs Jahre in Remchingen auf. Die Familie Tulla hatte holländische Vorfahren. Tulla erhielt von 1792 bis 1794 bei Karl Christian von Langsdorf eine Ausbildung. 1795 begann er in Freiberg in Sachsen Chemie und Mineralogie zu studieren. Anschließend wurde er in Baden in den Staatsdienst übernommen. 1801 wurde er zur Fortbildung nach Paris geschickt, um seine Französisch-Kenntnisse zu verbessern und an der neu gegründeten École Polytechnique, der damals in Europa führenden naturwissenschaftlichen Hochschule, zu studieren. Dort erhielt er wesentliche Impulse für seine Arbeit: Ein Vorbild war für ihn das 1795 in Frankreich eingeführte Dezimalsystem, das dann auf seine Anregung hin – wenn auch mit einigen Modifikationen – in Baden übernommen wurde. Zurück in Baden wurde er 1803 zum Hauptmann ernannt. Ab 1807 arbeitete er in der Schweiz an der Regulierung der Linth mit. Im selben Jahr beteiligte er sich an der Gründung der Ingenieursschule, des Vorgängerinstituts der Universität Karlsruhe, heute: Karlsruher Institut für Technologie (KIT). Er wurde in den Folgejahren mehrfach befördert, so 1809 zum Major und 1814 zum Oberstleutnant. 1817 wurde er zum Leiter der Oberdirektion des Wasser- und Straßenbaues ernannt. In dieser Funktion erstellte er die Pläne, nach denen in den Jahren 1817 bis 1842 die Dreisam in Freiburg begradigt wurde und so viele neue landwirtschaftliche Flächen nutzbar machte. Seine größte Ingenieurleistung waren die Pläne zur Rheinbegradigung, die er seit 1809 vorstellte. Er hatte außerdem die politische Überzeugungskraft und die erforderlichen Sprachkenntnisse, die Anliegerstaaten von den Vorteilen zu überzeugen.
Tulla starb an den Folgen von chronischen Beschwerden durch Blasensteine. Er suchte dazu den französischen Spezialisten Dr. Jean Civiale in Paris auf, der eine mechanische Zerkleinerung von Blasensteinen entwickelt hatte. Die Operationen zogen sich über mehrere Wochen lang hin, bis eine plötzliche Schwächung seines Immunsystems zum Tode führte. Seit Mitte der 1820er Jahre litt Tulla auch an chronischen rheumatischen und arthritischen Beschwerden, die er sich während seines Wasserbaus durch Nässe, Wind und Kälte zugezogen hatte. Er wurde auf dem Friedhof Montmartre in Paris beigesetzt und seine Grabstelle kaufte die badische Landesregierung „auf ewig“. Sein Grabstein zeigt das „Altriper Eck“, einen der technisch schwierigsten Abschnitte der Rheinbegradigung nahe dem pfälzischen Dorf Altrip südlich von Mannheim. Er wird dort mit den französischen Vornamen Jean (für Johann) und Godefroy (für Gottfried) benannt. Tullas Grab liegt auf dem Friedhof an der avenue Berlioz in der Sektion 26, erste Gräberlinie, Grabnummer 45.

## Ehrungen
In Frankreich wurde Tulla 1827 zum Offizier der Ehrenlegion ernannt. Kurz vor seinem Tod machte ihn der badische Großherzog Ludwig zum Ritter des Ordens vom Zähringer Löwen.
Zahlreiche Städte und Gemeinden entlang des Rheins benannten Straßen nach ihm, mehrere Schulen und Hallen tragen den Namen Tulla. So sind in Bad Säckingen, Weil am Rhein, Lörrach, Freiburg, Karlsruhe, Bietigheim und Heidelberg jeweils Straßen nach ihm benannt. Ebenso dem Rheingraben entlang tragen mehrere Schulen seinen Namen wie in Mannheim, Karlsruhe, Rastatt, Kehl und Freiburg.
Ein Gedenkstein, das Tulladenkmal, steht am Rhein bei Karlsruhe zwischen dem Rheinhafen und Maxau. In Breisach wurde 1874 zu Ehren von Tulla auf dem Areal der einstigen Burg- und Schlossanlage auf der Nordseite des Münsterberges der Tullaturm errichtet; heute ist der Turm die Kulisse der Freilichtbühne Festspiele Breisach.

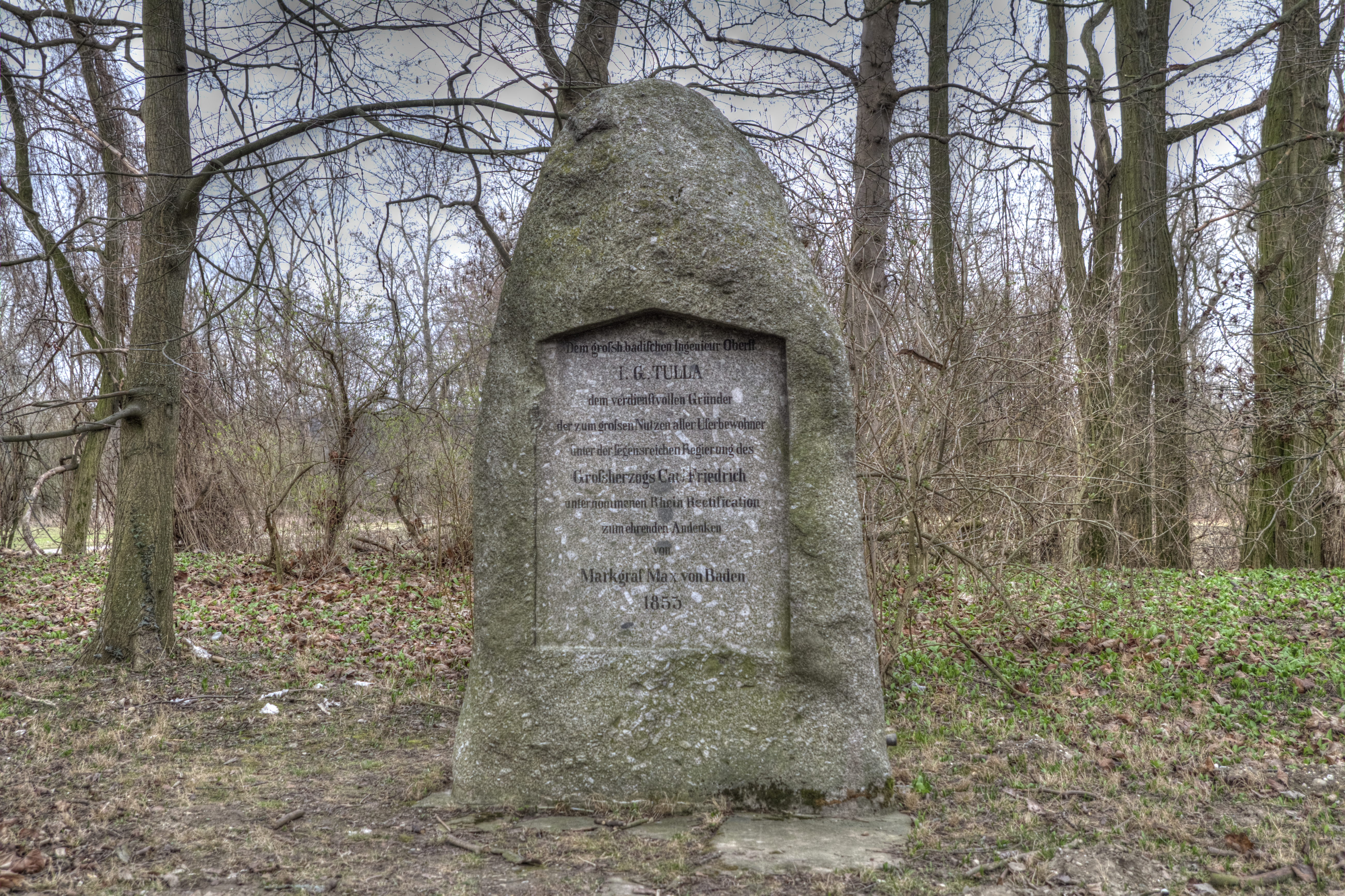
Tulladenkmal am Rhein bei Karlsruhe, gestiftet von Markgraf Maximilian von Baden (1853)
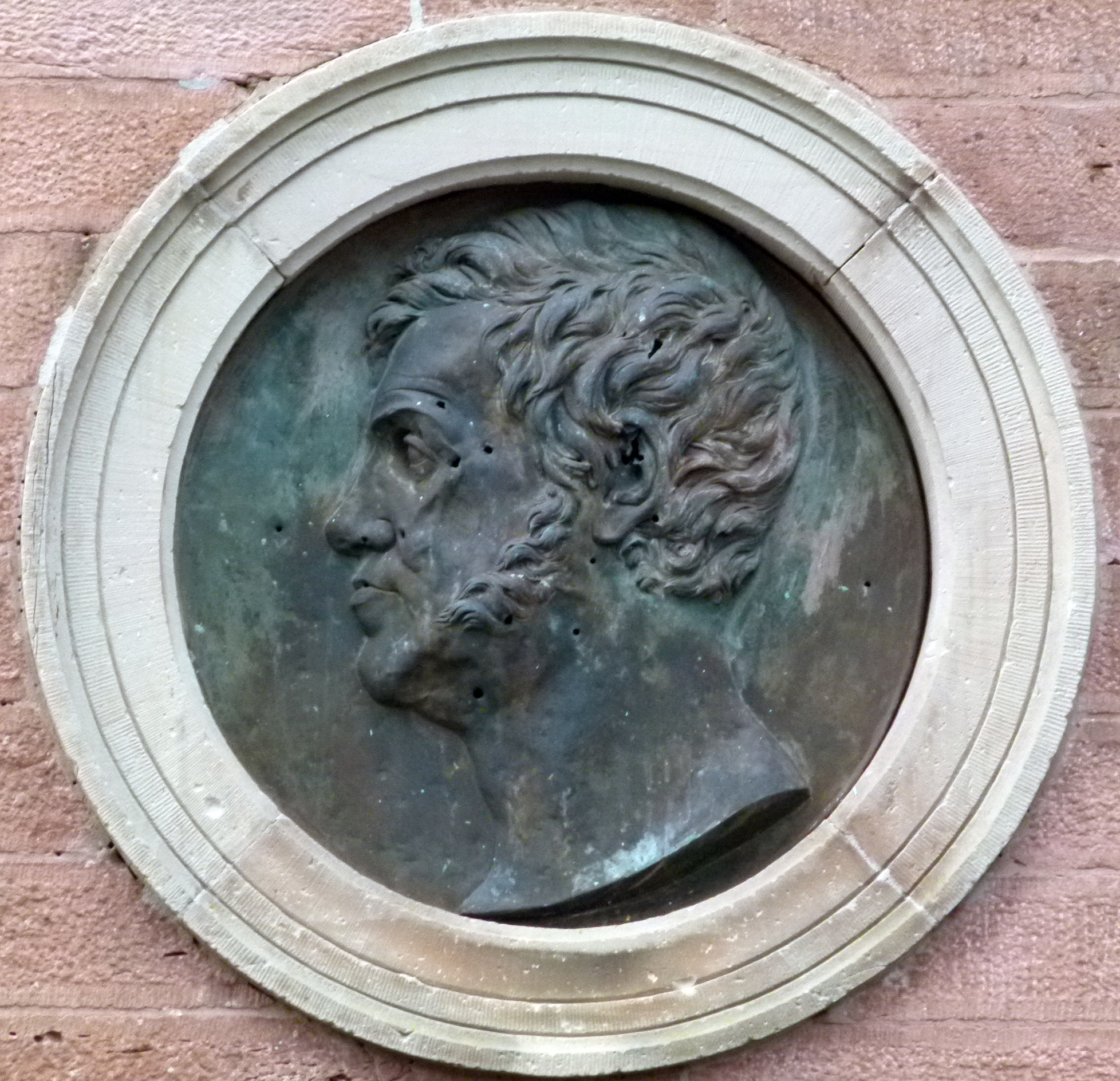
Bronze-Plakette von Johann Gottfried Tulla am Tullaturm in Breisach am Rhein, von Friedrich Moest
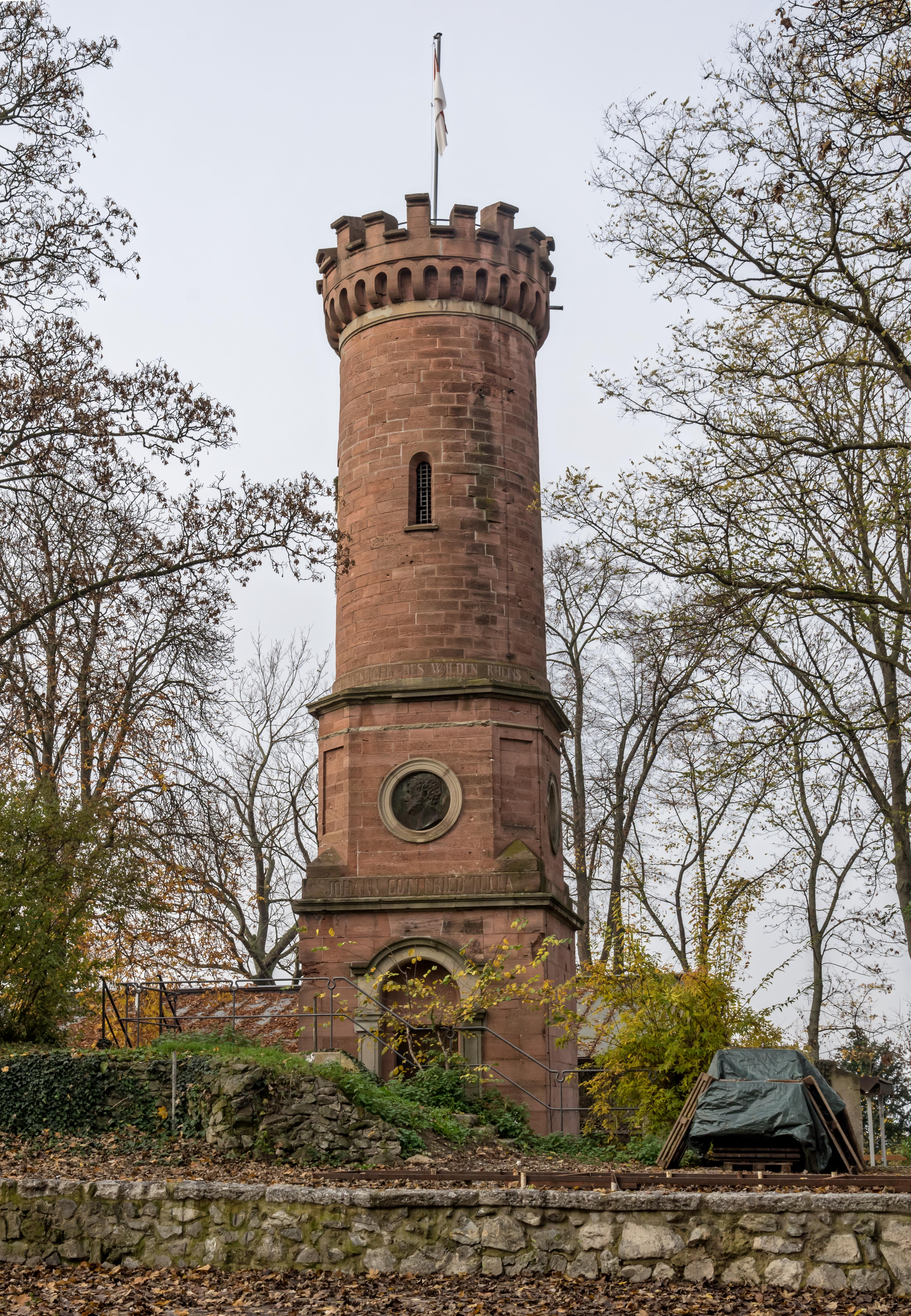
Tullaturm in Breisach (1874)
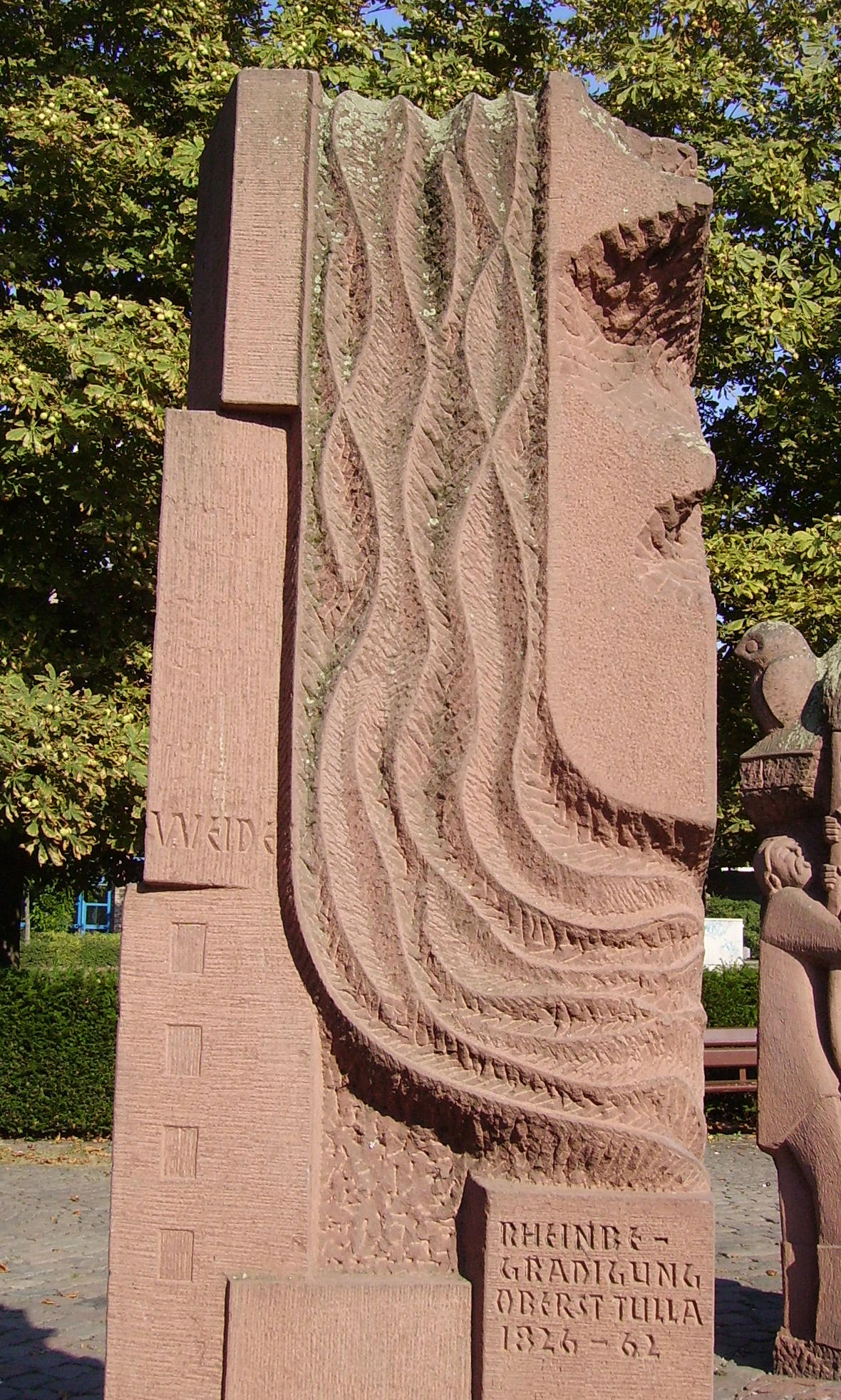
Erinnerung an Tulla am Stadtteilbrunnen in Ludwigshafen (1985)

## Werke
- Charte über das Grossherzogthum Baden. 1812[16], 1820; Digitalisat der UB Heidelberg.
- Die Grundsätze, nach welchen die Rheinbauarbeiten künftig zu führen seyn möchten. 1. Denkschrift, 1812.
- Die Grundsätze, nach welchen die Rheinbauarbeiten künftig zu führen seyn möchten. 2. Denkschrift, 1822, 88 S.; Digitalisat der  Badischen Landesbibliothek (BLB).
- Ueber die Rektifikation des Rheins, von seinem Austritt aus der Schweitz bis zu seinem Eintritt in das Großherzogthum Hessen. 3. Denkschrift, 1825, 60 S.; Digitalisat der BLB.